# Pronome possessivo
Os pronomes possessivos são os tipos de pronomes que fazem uma referência às pessoas do discurso indicando uma relação de posse. Os pronomes possessivos mantêm uma estreita relação com os pronomes pessoais pois indicam aquilo que cabe ou pertence aos seres indicados pelos pronomes pessoais.
Pronomes possessivos normalmente indicam posse, como por exemplo: 
meu, minha, teu, tua, seu, sua, etc. Indicando para algo ou alguém.
Normalmente, o pronome possessivo antecede o substantivo a que se refere; nada impede, porém, que ele venha após o substantivo:
Exemplo:
- Não durma na minha cama.
- O teu cachorro me mordeu
- A sua televisão quebrou novamente.

Os pronomes possessivos concordam:
- Em pessoa com o possuidor: eu peguei o meu caderno.
- Em gênero e número com a coisa possuída: você já pegou o seu caderno?

| pronome pessoal | pronome possessivo            |
| eu              | meu, minha, meus, minhas.     |
| tu              | teu, tua, teus, tuas.         |
| ele/ela         | seu, sua, seus, suas.         |
| nós             | nosso, nossa, nossos, nossas. |
| vós             | vosso, vossa, vossos, vossas  |
| eles/elas       | seu, sua, seus, suas.         |

Os pronomes possessivos, em certas ocasiões, podem ser substituídos por pronomes oblíquos equivalentes:
- Minha(s) » me
- Tua(s) » te
- Dele(s) » lhe(s)

Exemplo:
- O sangue manchou-me a calça. (O sangue manchou a minha calça.)